# Nationalpark El Rey
Der Nationalpark El Rey (spanisch: Parque Nacional El Rey) ist ein Nationalpark Argentiniens, der sich im argentinischen Nordwesten in der Provinz Salta im Departamento Anta befindet. Der Park liegt 80 km von der Provinzhauptstadt Salta entfernt und hat eine Fläche von 441,62 km².
Der Park wurde geschaffen, um eine repräsentative Auswahl der Ökoregion und des Übergangsbereichs der südlichen Anden-Yungas zu erhalten. Das Klima ist warm, und die jährliche Niederschlagsmenge schwankt zwischen 500 und 700 mm. Die Flora ist vielfältig und zeigt verschiedene Arten in fünf Stufen je nach Höhe (von 750 bis 2000 m). Die Fauna umfasst Tapire, Ameisenbären und Pekaris sowie Fische in den Flüssen, Bächen und Seen. Der Tapir oder Anta, der Wasserpflanzen frisst, ist das größte südamerikanische Säugetier mit einem Gewicht von bis zu 300 kg.
Das Schutzgebiet wurde von indigenen Bauerngruppen bewohnt, den ältesten Bewohnern der Yungas, und umfasst archäologische Stätten.